# Essam El-Hadary
Essam Kamal Tawfik El-Hadary (in arabo عصام الحضري‎?; Damietta, 15 gennaio 1973) è un allenatore di calcio ed ex calciatore egiziano, di ruolo portiere, preparatore dei portieri della nazionale siriana.
Soprannominato High Dam (la Diga) per le capacità tra i pali, è ritenuto uno tra i migliori portieri nella storia del calcio africano. Icona del calcio egiziano, di cui è ritenuto una leggenda, con la selezione dei Faraoni - con cui vanta 159 apparizioni, terzo per presenze alle spalle dei soli Ahmed Hassan (184) e Hossam Hassan (178) - si è laureato campione d'Africa per quattro edizioni, di cui tre consecutive.
A livello di club, ha difeso per lunghi tratti della propria carriera la porta dell'Al-Ahly, vincendo 24 titoli, tra cui 7 campionati egiziani e 3 CAF Champions League. È il calciatore più longevo ad aver disputato un incontro in Coppa d'Africa, primato conseguito nel 2017 all'età di 44 anni. Il 25 giugno 2018, nella partita Arabia Saudita-Egitto (2-1), valevole per la terza giornata del campionato del mondo 2018, scende in campo come titolare, diventando così il giocatore più vecchio ad aver giocato nella fase finale del campionato del mondo di calcio, record conseguito all'età di 45 anni e 161 giorni.

## Caratteristiche tecniche
(Didier Drogba, 2012.)
Portiere reattivo tra i pali, dotato di ottimi riflessi, in grado di trasmettere sicurezza al reparto arretrato. In possesso di una buona presa, sicuro nelle uscite alte e abile ad affrontare il diretto avversario nell'uno contro uno, tra le sue doti spicca anche la capacità di neutralizzare i tiri dal dischetto.

## Carriera

### Club
Il 14 febbraio 2008 lascia l'Al-Ahly dopo 12 anni, accasandosi per quattro stagioni al Sion, in Svizzera. Il trasferimento risulta al centro di varie controversie, in quanto il Sion annuncia - nonostante il calciatore fosse stato ritenuto incedibile dagli egiziani - di averne acquistato il cartellino grazie alla Sentenza Webster.
Il 20 luglio 2009 torna in Egitto, accordandosi con l'Ismaily. Il 1º luglio 2010 si accorda con lo Zamalek. Il 15 ottobre 2010 viene squalificato per quattro mesi dalla FIFA per le irregolarità dovute al suo passaggio dall'Al Ahly al Sion nel 2008. Fuori dai progetti tecnici della società, il 19 dicembre 2010 passa all'Al-Merreikh, società militante nel campionato sudanese.
Il 29 gennaio 2012 lascia per problemi finanziari la squadra, approdando in prestito all'Al-Ittihad Alessandria. Complice la sospensione del campionato egiziano, il 6 giugno rientra in Sudan per prendere parte agli incontri di CAF Champions League (massima competizione continentale africana).
Il 28 dicembre 2012 risulta decisivo nella vittoria della Coppa sudanese ai danni dell'Al-Hilal, neutralizzando tre tiri dal dischetto agli avversari alla lotteria dei calci di rigore. Il 16 dicembre 2013 torna in Egitto, legandosi al Wadi Degla a parametro zero.
Dopo una parentesi di una stagione all'Ismaily, nel 2015 torna ad indossare la divisa del Wadi Degla. Il 13 agosto 2016 rinnova il proprio contratto fino al 2019.
Il 28 giugno 2017 viene tesserato dall'Al-Taawoun - avallato dall'abolizione della regola da parte della federazione saudita che vietava l'acquisto di portieri stranieri - per una stagione. L'estremo difensore egiziano diventa quindi il primo portiere straniero nella storia del campionato saudita.
Il 10 dicembre 2017 segna su calcio di rigore la rete del definitivo 4-0 nella partita vinta contro l'Al-Ettifaq; è la seconda rete in carriera realizzata dall'estremo difensore egiziano dopo quella segnata il 15 marzo 2002 nella Supercoppa d'Africa contro il Kaizer Chiefs su calcio di punizione.
Il 2 luglio 2018 torna all'Ismaily.
Svincolato dal 2019, si ritira ufficialmente nel 2020 all'età di 47 anni.

### Nazionale
(Mohamed Zidan, descrivendo l'importanza di El-Hadary in merito alle tre vittorie consecutive dei Faraoni in Coppa d'Africa.)

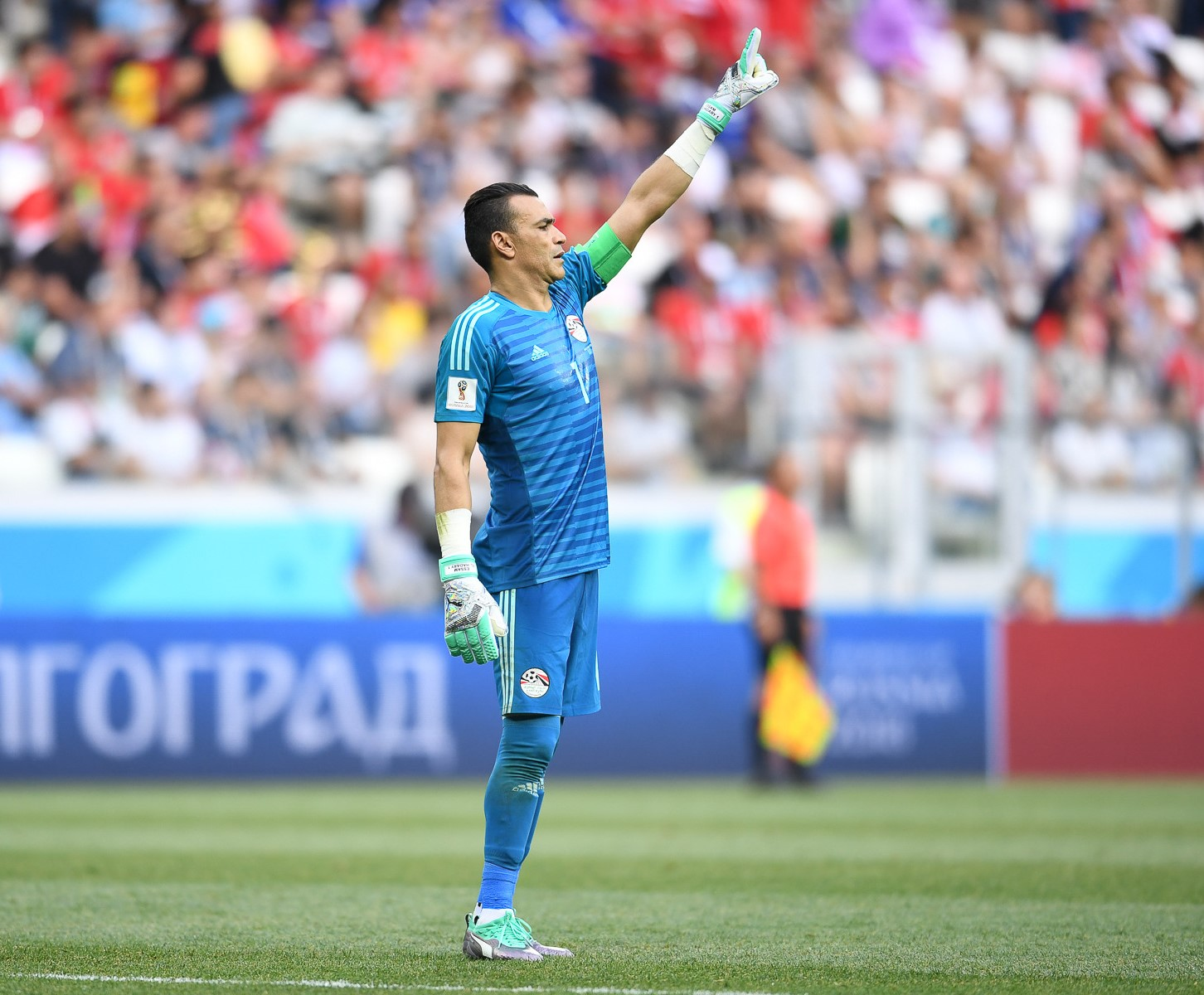
El-Hadary ritratto nel match contro l'Arabia Saudita nel 2018.

Esordisce con la selezione dei Faraoni il 25 marzo 1996 contro la Corea del Sud in amichevole. Prende parte alla Coppa d'Africa 2006, disputata in Egitto. In finale respinge due calci di rigore a Drogba e Konè, consentendo agli egiziani di laurearsi vincitori della manifestazione. Parteciperà da titolare anche alle due successive edizioni (venendo nominato miglior portiere del torneo), vinte dagli egiziani.
Nel 2009 prende parte alla FIFA Confederations Cup. Esordisce nella competizione il 15 giugno contro il Brasile, partita terminata 4-3 per la Seleção. Tre giorni dopo contro l'Italia si rende autore di vari interventi decisivi, che consentono ai Faraoni di imporsi per la prima volta nella storia ai danni degli azzurri grazie alla rete segnata da Homos.
Il 20 febbraio 2016 - alla luce delle ottime prestazioni fornite con il Wadi Degla - viene convocato dal CT Héctor Cúper per l'amichevole contro il Burkina Faso, in vista del doppio impegno di qualificazione alla Coppa d'Africa 2017 contro la Nigeria, tornando in nazionale a distanza di 15 mesi.
Complice l'infortunio di Sherif Ekramy e le non perfette condizioni fisiche di Ahmed El-Shenawy, il 4 giugno 2016 scende in campo, con indosso la fascia di capitano, contro la Tanzania all'età di 43 anni - diventando il secondo giocatore africano più anziano a disputare un incontro in Nazionale (superato solamente dal mauriziano Kersley Appou) - rendendosi autore di un'ottima prestazione.
Il 4 gennaio 2017 il CT Héctor Cúper lo inserisce nella lista dei 23 convocati che prenderanno parte alla Coppa d'Africa 2017.

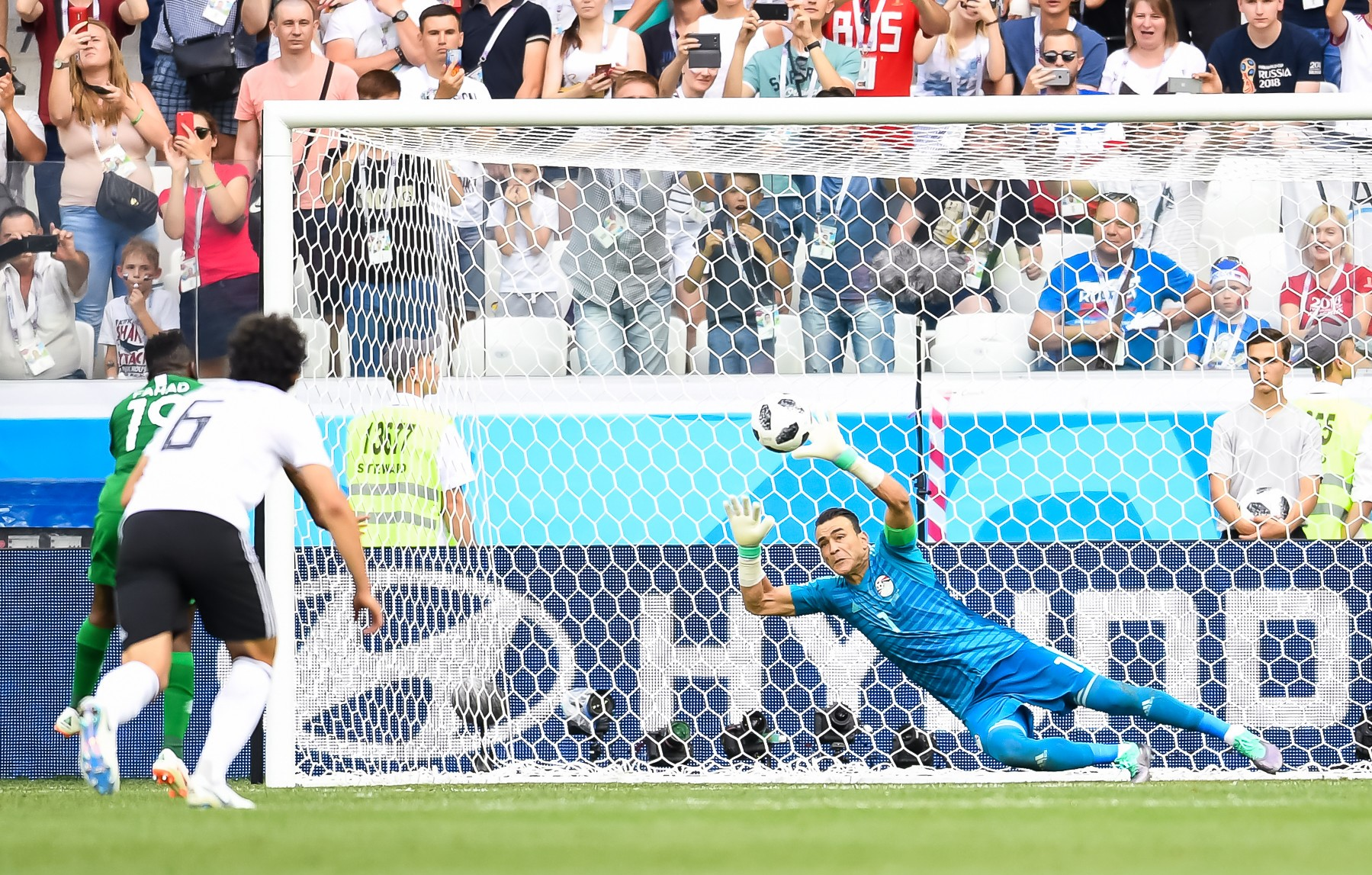
Il rigore parato a Fahad Al-Muwallad.

Il 17 gennaio subentra al 25º minuto contro il Mali per sopperire all'infortunio di El-Shenawy, diventando all'età di 44 anni, il calciatore più longevo ad aver disputato un incontro nella storia della Coppa d'Africa, battendo anche il precedente primato di Appou. Partito come terza scelta nelle gerarchie di Cúper, complici i problemi fisici di El-Shenawy e Ekramy disputa la competizione da titolare, consentendo all'Egitto, con le sue ottime prestazioni - come ad esempio nella semifinale contro il Burkina Faso, dove respinge due rigori a Koffi e Traoré e stabilisce il nuovo record d'imbattibilità nella competizione (675', superando il camerunese Alioum Boukar, fermatosi a 643') - di raggiungere la finale, persa contro il Camerun.
Convocato per il campionato del mondo 2018, viene scelto come riserva di Mohamed El-Shenawy. Il 25 giugno, con l'Egitto già matematicamente eliminato, debutta da titolare contro l'Arabia Saudita diventando, a 45 anni e 161 giorni, il calciatore più anziano ad aver mai giocato in una fase finale del campionato mondiale di calcio, superando il precedente record di Faryd Mondragón; la partita finirà 2-1 per i sauditi, con El-Hadary autore di una buona prestazione culminata nel rigore parato a Fahad Al-Muwallad.
Il 7 agosto 2018 annuncia il ritiro dalla nazionale.

## Statistiche
El-Hadary ha disputato, tra club, nazionale maggiore e nazionali giovanili, 953 partite.

### Presenze e reti nei club
Statistiche aggiornate al 22 gennaio 2019.
| Stagione          | Squadra                | Campionato        | Campionato | Campionato | Coppe nazionali | Coppe nazionali | Coppe nazionali | Coppe continentali | Coppe continentali | Coppe continentali | Altre coppe | Altre coppe | Altre coppe | Totale | Totale  |
| Stagione          | Squadra                | Comp              | Pres       | Reti       | Comp            | Pres            | Reti            | Comp               | Pres               | Reti               | Comp        | Pres        | Reti        | Pres   | Reti    |
| ----------------- | ---------------------- | ----------------- | ---------- | ---------- | --------------- | --------------- | --------------- | ------------------ | ------------------ | ------------------ | ----------- | ----------- | ----------- | ------ | ------- |
| 1992-1993         | Damietta               | SD                | 2          | -?         | CE              | 0               | 0               | -                  | -                  | -                  | -           | -           | -           | 2      | -?      |
| 1993-1994         | Damietta               | SD                | 17         | -?         | CE              | 0               | 0               | -                  | -                  | -                  | -           | -           | -           | 17     | -?      |
| 1994-1995         | Damietta               | SD                | 18         | -?         | CE              | 0               | 0               | -                  | -                  | -                  | -           | -           | -           | 18     | -?      |
| 1995-1996         | Damietta               | PL                | 28         | -40        | CE              | 0               | 0               | -                  | -                  | -                  | -           | -           | -           | 28     | -40     |
| Totale Damietta   | Totale Damietta        | Totale Damietta   | 65         | -?         |                 | 0               | 0               |                    | -                  | -                  |             | -           | -           | 65     | -?      |
| 1996-1997         | Al-Ahly                | PL                | 23         | -12        | CE              | 3               | -3              | ACL                | 1                  | -1                 | -           | -           | -           | 27     | -16     |
| 1997-1998         | Al-Ahly                | PL                | 24         | -13        | CE              | 0               | 0               | ACL+CCL            | 4+1                | -3 + -1            | SA          | 3           | -3          | 32     | -20     |
| 1998-1999         | Al-Ahly                | PL                | 19         | -4         | CE              | 0               | 0               | ACL+CCL            | 2+9                | -1 + -8            | SA          | 3           | 0           | 33     | -13     |
| 1999-2000         | Al-Ahly                | PL                | 26         | -14        | CE              | 3               | -3              | ACL+CCL            | 4+9                | -3 + -10           | -           | -           | -           | 42     | -30     |
| 2000-2001         | Al-Ahly                | PL                | 24         | -14        | CE              | 4               | 0               | CCL                | 14                 | -10                | -           | -           | -           | 42     | -24     |
| 2001-2002         | Al-Ahly                | PL                | 26         | -17        | CE              | 0               | 0               | CCL                | 10                 | -13                | S-AE+SA     | 1+1         | -3 + -1; 1  | 38     | -34; 1  |
| 2002-2003         | Al-Ahly                | PL                | 25         | -11        | CE              | 3               | -1              | CC                 | 3                  | -5                 | -           | -           | -           | 31     | -17     |
| 2003-2004         | Al-Ahly                | PL                | 21         | -17        | CE              | 3               | -1              | ACL+CCL            | 7+2                | -1 + -1            | SE          | 1           | 0           | 34     | -20     |
| 2004-2005         | Al-Ahly                | PL                | 22         | -10        | CE              | 2               | -1              | CCL                | 14                 | -5                 | -           | -           | -           | 38     | -16     |
| 2005-2006         | Al-Ahly                | PL                | 24         | -4         | CE              | 5               | 0               | CCL                | 13                 | -7                 | SE+SA+Cmc   | 1+1+1       | 0 + 0 + -1  | 45     | -12     |
| 2006-2007         | Al-Ahly                | PL                | 24         | -13        | CE              | 0               | 0               | CCL                | 13                 | -8                 | SE+SA+Cmc   | 1+1+2       | 0 + 0 + -2  | 41     | -23     |
| 2007-gen. 2008    | Al-Ahly                | PL                | 16         | -10        | CE              | 0               | 0               | CCL                | 0                  | 0                  | SE          | 1           | -1          | 17     | -11     |
| Totale Al-Ahly    | Totale Al-Ahly         | Totale Al-Ahly    | 274        | -139       |                 | 23              | -9              |                    | 106                | -77                |             | 17          | -11; 1      | 420    | -236; 1 |
| gen.-giu. 2008    | Sion                   | SL                | 5          | -6         | CS              | -               | -               | CU                 | -                  | -                  | -           | -           | -           | 5      | -6      |
| 2008-2009         | Sion                   | SL                | 27         | -46        | CS              | 5               | -5              | -                  | -                  | -                  | -           | -           | -           | 32     | -51     |
| Totale Sion       | Totale Sion            | Totale Sion       | 32         | -52        |                 | 5               | -5              |                    | -                  | -                  |             | -           | -           | 37     | -57     |
| 2009-2010         | Ismaily                | PL                | 20         | -16        | CE              | 4               | -3              | CCL                | 3                  | -1                 | -           | -           | -           | 27     | -20     |
| 2010-gen. 2011    | Zamalek                | PL                | 4          | -7         | CE              | 0               | 0               | CCL                | -                  | -                  | -           | -           | -           | 4      | -7      |
| 2011              | Al-Merrikh             | PL                | 21         | -8         | SC              | 0               | 0               | CCL                | 2                  | -2                 | -           | -           | -           | 23     | -10     |
| gen.-giu. 2012    | Al-Ittihad Alessandria | PL                | 1          | -1         | CE              | 0               | 0               | -                  | -                  | -                  | -           | -           | -           | 1      | -1      |
| 2012              | Al-Merrikh             | PL                | 16         | -7         | SC              | 1               | 0               | CC                 | 8                  | -4                 | -           | -           | -           | 25     | -11     |
| 2013              | Al-Merrikh             | PL                | 16         | -8         | SC              | 4               | -1              | CCL                | 0                  | 0                  | -           | -           | -           | 20     | -9      |
| Totale Al-Merrikh | Totale Al-Merrikh      | Totale Al-Merrikh | 53         | -23        |                 | 5               | -1              |                    | 10                 | -6                 |             | -           | -           | 68     | -30     |
| gen.-giu. 2014    | Wadi Degla             | PL                | 14         | -17        | CE              | 4               | -3              | CC                 | 4                  | -3                 | -           | -           | -           | 22     | -23     |
| 2014-2015         | Ismaily                | PL                | 38         | -32        | CE              | 2               | 0               | -                  | -                  | -                  | -           | -           | -           | 40     | -32     |
| 2015-2016         | Wadi Degla             | PL                | 32         | -28        | CE              | 0               | 0               | -                  | -                  | -                  | -           | -           | -           | 32     | -28     |
| 2016-2017         | Wadi Degla             | PL                | 25         | -28        | CE              | 0               | 0               | -                  | -                  | -                  | -           | -           | -           | 25     | -28     |
| Totale Wadi Degla | Totale Wadi Degla      | Totale Wadi Degla | 71         | -73        |                 | 4               | -3              |                    | 4                  | -3                 |             | -           | -           | 79     | -79     |
| 2017-2018         | Al-Taawoun             | SPL               | 25         | -33; 1     | CPC             | 1               | -1              | -                  | -                  | -                  | KCC         | 1           | -2          | 27     | -36; 1  |
| 2018-gen. 2019    | Ismaily                | PL                | 13         | -17        | CE              | 2               | 0               | ACL+CCL            | 3+0                | -2                 | -           | -           | -           | 18     | -19     |
| Totale Ismaily    | Totale Ismaily         | Totale Ismaily    | 71         | -65        |                 | 8               | -3              |                    | 6                  | -3                 |             | -           | -           | 85     | -71     |
| gen.-giu. 2019    | Nogoom                 | PL                | 3          | -5         | CE              | -               | -               | -                  | -                  | -                  | -           | -           | -           | 3      | -5      |
| Totale carriera   | Totale carriera        | Totale carriera   | 595        | -438; 1    |                 | 46              | -22             |                    | 126                | -89                |             | 18          | -13; 1      | 789    | -562; 2 |

### Cronologia presenze e reti in nazionale
| Cronologia completa delle presenze e delle reti in nazionale ― Egitto | Cronologia completa delle presenze e delle reti in nazionale ― Egitto | Cronologia completa delle presenze e delle reti in nazionale ― Egitto | Cronologia completa delle presenze e delle reti in nazionale ― Egitto | Cronologia completa delle presenze e delle reti in nazionale ― Egitto | Cronologia completa delle presenze e delle reti in nazionale ― Egitto | Cronologia completa delle presenze e delle reti in nazionale ― Egitto | Cronologia completa delle presenze e delle reti in nazionale ― Egitto |
| Data                                                                  | Città                                                                 | In casa                                                               | Risultato                                                             | Ospiti                                                                | Competizione                                                          | Reti                                                                  | Note                                                                  |
| --------------------------------------------------------------------- | --------------------------------------------------------------------- | --------------------------------------------------------------------- | --------------------------------------------------------------------- | --------------------------------------------------------------------- | --------------------------------------------------------------------- | --------------------------------------------------------------------- | --------------------------------------------------------------------- |
| 25-3-1996                                                             | Dubai                                                                 | Corea del Sud                                                         | 1 – 1                                                                 | Egitto                                                                | Amichevole                                                            | -1                                                                    |                                                                       |
| 26-5-1996                                                             | Accra                                                                 | Ghana                                                                 | 0 – 2                                                                 | Egitto                                                                | Amichevole                                                            | -                                                                     |                                                                       |
| 6-4-1997                                                              | Accra                                                                 | Liberia                                                               | 1 – 0                                                                 | Egitto                                                                | Qual. Mondiali 1998                                                   | -1                                                                    |                                                                       |
| 26-4-1997                                                             | Windhoek                                                              | Namibia                                                               | 2 – 3                                                                 | Egitto                                                                | Qual. Mondiali 1998                                                   | -2                                                                    |                                                                       |
| 12-6-1997                                                             | Seul                                                                  | Corea del Sud                                                         | 3 – 1                                                                 | Egitto                                                                | Amichevole                                                            | -3                                                                    |                                                                       |
| 16-6-1997                                                             | Seul                                                                  | Egitto                                                                | 2 – 0                                                                 | Ghana                                                                 | Amichevole                                                            | -                                                                     |                                                                       |
| 21-6-1997                                                             | Rabat                                                                 | Marocco                                                               | 1 – 0                                                                 | Egitto                                                                | Qual. Coppa d'Africa 1998                                             | -1                                                                    |                                                                       |
| 13-7-1997                                                             | Il Cairo                                                              | Egitto                                                                | 2 – 0                                                                 | Senegal                                                               | Qual. Coppa d'Africa 1998                                             | -                                                                     |                                                                       |
| 3-12-1997                                                             | Il Cairo                                                              | Egitto                                                                | 3 – 2                                                                 | Ghana                                                                 | Amichevole                                                            | -2                                                                    |                                                                       |
| 20-12-1997                                                            | Assuan                                                                | Egitto                                                                | 1 – 2                                                                 | Algeria                                                               | Amichevole                                                            | -2                                                                    |                                                                       |
| 24-12-1997                                                            | Il Cairo                                                              | Egitto                                                                | 1 – 2                                                                 | Algeria                                                               | Amichevole                                                            | -2                                                                    |                                                                       |
| 27-1-1998                                                             | Bangkok                                                               | Egitto                                                                | 0 – 2                                                                 | Corea del Sud                                                         | Amichevole                                                            | -2                                                                    |                                                                       |
| 16-9-1998                                                             | Il Cairo                                                              | Egitto                                                                | 0 – 0                                                                 | Costa d'Avorio                                                        | Amichevole                                                            | -                                                                     |                                                                       |
| 23-9-1998                                                             | Tallinn                                                               | Estonia                                                               | 2 – 2                                                                 | Egitto                                                                | Amichevole                                                            | -2                                                                    |                                                                       |
| 29-9-1998                                                             | Kumanovo                                                              | Macedonia                                                             | 2 – 2                                                                 | Egitto                                                                | Amichevole                                                            | -2                                                                    |                                                                       |
| 15-6-1999                                                             | Seul                                                                  | Corea del Sud                                                         | 0 – 0                                                                 | Egitto                                                                | Amichevole                                                            | -                                                                     |                                                                       |
| 29-6-1999                                                             | Harare                                                                | Zimbabwe                                                              | 1 – 1                                                                 | Egitto                                                                | Amichevole                                                            | -1                                                                    |                                                                       |
| 15-7-1999                                                             | Guadalajara                                                           | Egitto                                                                | 1 – 0                                                                 | Nuova Zelanda                                                         | Amichevole                                                            | -                                                                     |                                                                       |
| 25-7-1999                                                             | Città del Messico                                                     | Bolivia                                                               | 2 – 2                                                                 | Egitto                                                                | Conf. Cup 1999 - 1º turno                                             | -2                                                                    |                                                                       |
| 27-7-1999                                                             | Città del Messico                                                     | Messico                                                               | 2 – 2                                                                 | Egitto                                                                | Conf. Cup 1999 - 1º turno                                             | -2                                                                    |                                                                       |
| 29-7-1999                                                             | Città del Messico                                                     | Egitto                                                                | 1 – 5                                                                 | Arabia Saudita                                                        | Conf. Cup 1999 - 1º turno                                             | -5                                                                    |                                                                       |
| 6-1-2000                                                              | Aswan                                                                 | Egitto                                                                | 4 – 0                                                                 | Gabon                                                                 | Amichevole                                                            | -                                                                     |                                                                       |
| 19-1-2000                                                             | Lomé                                                                  | Togo                                                                  | 1 – 0                                                                 | Egitto                                                                | Amichevole                                                            | -1                                                                    |                                                                       |
| 23-4-2000                                                             | Alessandria d'Egitto                                                  | Egitto                                                                | 4 – 2                                                                 | Mauritius                                                             | Qual. Mondiali 2002                                                   | -2                                                                    |                                                                       |
| 6-1-2001                                                              | Il Cairo                                                              | Egitto                                                                | 2 – 1                                                                 | Emirati Arabi Uniti                                                   | Amichevole                                                            | -                                                                     | 46’                                                                   |
| 16-1-2001                                                             | Teheran                                                               | Egitto                                                                | 0 – 0 dts (3 – 2 dtr)                                                 | Cina                                                                  | Amichevole                                                            | -                                                                     | 89’                                                                   |
| 23-1-2001                                                             | Ismailia                                                              | Egitto                                                                | 1 – 0                                                                 | Corea del Nord                                                        | Amichevole                                                            | -                                                                     | 46’                                                                   |
| 19-3-2001                                                             | Il Cairo                                                              | Egitto                                                                | 3 – 3                                                                 | Estonia                                                               | Amichevole                                                            | -3                                                                    |                                                                       |
| 23-3-2001                                                             | Bengasi                                                               | Libia                                                                 | 2 – 0                                                                 | Egitto                                                                | Qual. Coppa d'Africa 2002                                             | -2                                                                    |                                                                       |
| 30-12-2001                                                            | Doha                                                                  | Qatar                                                                 | 2 – 2                                                                 | Egitto                                                                | Amichevole                                                            | -1                                                                    | 46’                                                                   |
| 4-1-2002                                                              | Il Cairo                                                              | Egitto                                                                | 2 – 0                                                                 | Ghana                                                                 | Amichevole                                                            | -                                                                     | 46’                                                                   |
| 11-1-2002                                                             | Il Cairo                                                              | Egitto                                                                | 2 – 2                                                                 | Burkina Faso                                                          | Amichevole                                                            | -                                                                     | 46’                                                                   |
| 20-1-2002                                                             | Bamako                                                                | Egitto                                                                | 0 – 1                                                                 | Senegal                                                               | Coppa d'Africa 2002 - 1º turno                                        | -1                                                                    |                                                                       |
| 25-1-2002                                                             | Bamako                                                                | Egitto                                                                | 1 – 0                                                                 | Tunisia                                                               | Coppa d'Africa 2002 - 1º turno                                        | -                                                                     |                                                                       |
| 31-1-2002                                                             | Bamako                                                                | Egitto                                                                | 2 – 1                                                                 | Zambia                                                                | Coppa d'Africa 2002 - 1º turno                                        | -1                                                                    |                                                                       |
| 4-2-2002                                                              | Sikasso                                                               | Camerun                                                               | 1 – 0                                                                 | Egitto                                                                | Coppa d'Africa 2002 - Quarti di finale                                | -1                                                                    |                                                                       |
| 8-8-2002                                                              | Alessandria d'Egitto                                                  | Egitto                                                                | 4 – 1                                                                 | Etiopia                                                               | Amichevole                                                            | -1                                                                    |                                                                       |
| 20-8-2002                                                             | Alessandria d'Egitto                                                  | Egitto                                                                | 2 – 0                                                                 | Uganda                                                                | Amichevole                                                            | -                                                                     | 46’                                                                   |
| 23-8-2002                                                             | Il Cairo                                                              | Egitto                                                                | 3 – 0                                                                 | Sudan                                                                 | Amichevole                                                            | -                                                                     |                                                                       |
| 27-8-2002                                                             | Alessandria d'Egitto                                                  | Egitto                                                                | 0 – 1                                                                 | Libia                                                                 | Amichevole                                                            | -1                                                                    |                                                                       |
| 7-9-2002                                                              | Antananarivo                                                          | Madagascar                                                            | 1 – 0                                                                 | Egitto                                                                | Qual. Coppa d'Africa 2004                                             | -1                                                                    |                                                                       |
| 25-11-2002                                                            | Lagos                                                                 | Nigeria                                                               | 1 – 1                                                                 | Egitto                                                                | Amichevole                                                            | -1                                                                    |                                                                       |
| 16-12-2002                                                            | Abu Dhabi                                                             | Emirati Arabi Uniti                                                   | 1 – 2                                                                 | Egitto                                                                | Amichevole                                                            | -1                                                                    |                                                                       |
| 22-12-2002                                                            | Il Cairo                                                              | Egitto                                                                | 0 – 0                                                                 | Ghana                                                                 | Amichevole                                                            | -                                                                     | 46’                                                                   |
| 19-3-2003                                                             | Porto Said                                                            | Egitto                                                                | 6 – 0                                                                 | Qatar                                                                 | Amichevole                                                            | -                                                                     | 52’                                                                   |
| 29-3-2003                                                             | Port Louis                                                            | Mauritius                                                             | 0 – 1                                                                 | Egitto                                                                | Qual. Coppa d'Africa 2004                                             | -                                                                     |                                                                       |
| 30-4-2003                                                             | Saint-Denis                                                           | Francia                                                               | 5 – 0                                                                 | Egitto                                                                | Amichevole                                                            | -5                                                                    |                                                                       |
| 31-3-2004                                                             | Il Cairo                                                              | Egitto                                                                | 2 – 1                                                                 | Trinidad e Tobago                                                     | Amichevole                                                            | -1                                                                    | 46’                                                                   |
| 24-5-2004                                                             | Il Cairo                                                              | Egitto                                                                | 2 – 0                                                                 | Zimbabwe                                                              | Amichevole                                                            | -                                                                     | 46’                                                                   |
| 29-5-2004                                                             | Il Cairo                                                              | Egitto                                                                | 2 – 0                                                                 | Gabon                                                                 | Amichevole                                                            | -                                                                     | 46’                                                                   |
| 6-6-2004                                                              | Omdurman                                                              | Sudan                                                                 | 0 – 3                                                                 | Egitto                                                                | Qual. Mondiali 2006                                                   | -                                                                     |                                                                       |
| 20-6-2004                                                             | Alessandria d'Egitto                                                  | Egitto                                                                | 1 – 2                                                                 | Costa d'Avorio                                                        | Qual. Mondiali 2006                                                   | -2                                                                    |                                                                       |
| 4-7-2004                                                              | Cotonou                                                               | Benin                                                                 | 3 – 3                                                                 | Egitto                                                                | Qual. Mondiali 2006                                                   | -3                                                                    |                                                                       |
| 31-7-2005                                                             | Ginevra                                                               | Egitto                                                                | 0 – 0 dts (5 – 4 dtr)                                                 | Emirati Arabi Uniti                                                   | Amichevole                                                            | -                                                                     |                                                                       |
| 17-8-2005                                                             | Ponta Delgada                                                         | Portogallo                                                            | 2 – 0                                                                 | Egitto                                                                | Amichevole                                                            | -2                                                                    | 48’                                                                   |
| 8-10-2005                                                             | Yaoundé                                                               | Camerun                                                               | 1 – 1                                                                 | Egitto                                                                | Qual. Mondiali 2006                                                   | -1                                                                    |                                                                       |
| 16-11-2005                                                            | Il Cairo                                                              | Egitto                                                                | 1 – 2                                                                 | Tunisia                                                               | Amichevole                                                            | -2                                                                    |                                                                       |
| 27-12-2005                                                            | Il Cairo                                                              | Egitto                                                                | 2 – 0                                                                 | Uganda                                                                | Amichevole                                                            | -                                                                     | 75’                                                                   |
| 5-1-2006                                                              | Alessandria d'Egitto                                                  | Egitto                                                                | 2 – 0                                                                 | Zimbabwe                                                              | Amichevole                                                            | -                                                                     |                                                                       |
| 14-1-2006                                                             | Il Cairo                                                              | Egitto                                                                | 1 – 2                                                                 | Sudafrica                                                             | Amichevole                                                            | -                                                                     | 58’                                                                   |
| 20-1-2006                                                             | Il Cairo                                                              | Egitto                                                                | 3 – 0                                                                 | Libia                                                                 | Coppa d'Africa 2006 - 1º turno                                        | -                                                                     |                                                                       |
| 24-1-2006                                                             | Il Cairo                                                              | Egitto                                                                | 0 – 0                                                                 | Marocco                                                               | Coppa d'Africa 2006 - 1º turno                                        | -                                                                     |                                                                       |
| 28-1-2006                                                             | Il Cairo                                                              | Egitto                                                                | 3 – 1                                                                 | Costa d'Avorio                                                        | Coppa d'Africa 2006 - 1º turno                                        | -1                                                                    |                                                                       |
| 3-2-2006                                                              | Il Cairo                                                              | Egitto                                                                | 4 – 1                                                                 | RD del Congo                                                          | Coppa d'Africa 2006 - Quarti di finale                                | -1                                                                    |                                                                       |
| 7-2-2006                                                              | Il Cairo                                                              | Egitto                                                                | 2 – 1                                                                 | Senegal                                                               | Coppa d'Africa 2006 - Semifinale                                      | -1                                                                    |                                                                       |
| 10-2-2006                                                             | Il Cairo                                                              | Egitto                                                                | 0 – 0 dts (4 – 2 dtr)                                                 | Costa d'Avorio                                                        | Coppa d'Africa 2006 - Finale                                          | -                                                                     |                                                                       |
| 3-6-2006                                                              | Elche                                                                 | Spagna                                                                | 2 – 0                                                                 | Egitto                                                                | Amichevole                                                            | -2                                                                    |                                                                       |
| 2-9-2006                                                              | Il Cairo                                                              | Egitto                                                                | 4 – 1                                                                 | Burundi                                                               | Qual. Coppa d'Africa 2008                                             | -1                                                                    |                                                                       |
| 15-11-2006                                                            | Brentford                                                             | Egitto                                                                | 1 – 0                                                                 | Sudafrica                                                             | Amichevole                                                            | -                                                                     |                                                                       |
| 7-2-2007                                                              | Il Cairo                                                              | Egitto                                                                | 2 – 0                                                                 | Svezia                                                                | Amichevole                                                            | -                                                                     |                                                                       |
| 25-3-2007                                                             | Il Cairo                                                              | Egitto                                                                | 3 – 0                                                                 | Mauritania                                                            | Qual. Coppa d'Africa 2008                                             | -                                                                     | 75’                                                                   |
| 3-6-2007                                                              | Nouakchott                                                            | Mauritania                                                            | 1 – 1                                                                 | Egitto                                                                | Qual. Coppa d'Africa 2008                                             | -1                                                                    |                                                                       |
| 12-6-2007                                                             | Al Kuwait                                                             | Kuwait                                                                | 1 – 1                                                                 | Egitto                                                                | Amichevole                                                            | -1                                                                    |                                                                       |
| 22-8-2007                                                             | Parigi                                                                | Costa d'Avorio                                                        | 0 – 0                                                                 | Egitto                                                                | Amichevole                                                            | -                                                                     |                                                                       |
| 9-9-2007                                                              | Bujumbura                                                             | Burundi                                                               | 0 – 0                                                                 | Egitto                                                                | Qual. Coppa d'Africa 2008                                             | -                                                                     |                                                                       |
| 13-10-2007                                                            | Il Cairo                                                              | Egitto                                                                | 1 – 0                                                                 | Botswana                                                              | Qual. Coppa d'Africa 2008                                             | -                                                                     |                                                                       |
| 21-11-2007                                                            | Porto Said                                                            | Egitto                                                                | 0 – 0                                                                 | Libia                                                                 | Amichevole                                                            | -                                                                     |                                                                       |
| 25-11-2007                                                            | Il Cairo                                                              | Egitto                                                                | 2 – 1                                                                 | Arabia Saudita                                                        | Amichevole                                                            | -1                                                                    |                                                                       |
| 5-1-2008                                                              | Il Cairo                                                              | Egitto                                                                | 3 – 0                                                                 | Namibia                                                               | Amichevole                                                            | -                                                                     | 56’                                                                   |
| 10-1-2008                                                             | Abu Dhabi                                                             | Egitto                                                                | 1 – 0                                                                 | Mali                                                                  | Amichevole                                                            | -                                                                     |                                                                       |
| 13-1-2008                                                             | Alverca do Ribatejo                                                   | Angola                                                                | 3 – 3                                                                 | Egitto                                                                | Amichevole                                                            | -3                                                                    |                                                                       |
| 22-1-2008                                                             | Kumasi                                                                | Egitto                                                                | 4 – 2                                                                 | Camerun                                                               | Coppa d'Africa 2008 - 1º turno                                        | -2                                                                    |                                                                       |
| 26-1-2008                                                             | Kumasi                                                                | Egitto                                                                | 3 – 0                                                                 | Sudan                                                                 | Coppa d'Africa 2008 - 1º turno                                        | -                                                                     |                                                                       |
| 30-1-2008                                                             | Tamale                                                                | Egitto                                                                | 1 – 1                                                                 | Zambia                                                                | Coppa d'Africa 2008 - 1º turno                                        | -1                                                                    |                                                                       |
| 4-2-2008                                                              | Kumasi                                                                | Egitto                                                                | 2 – 1                                                                 | Angola                                                                | Coppa d'Africa 2008 - Quarti di finale                                | -1                                                                    |                                                                       |
| 7-2-2008                                                              | Sekondi-Takoradi                                                      | Costa d'Avorio                                                        | 1 – 4                                                                 | Egitto                                                                | Coppa d'Africa 2008 - Semifinale                                      | -1                                                                    |                                                                       |
| 10-2-2008                                                             | Accra                                                                 | Camerun                                                               | 0 – 1                                                                 | Egitto                                                                | Coppa d'Africa 2008 - Finale                                          | -                                                                     |                                                                       |
| 26-3-2008                                                             | Il Cairo                                                              | Egitto                                                                | 0 – 2                                                                 | Argentina                                                             | Amichevole                                                            | -2                                                                    |                                                                       |
| 1-6-2008                                                              | Il Cairo                                                              | Egitto                                                                | 2 – 1                                                                 | RD del Congo                                                          | Qual. Mondiali 2010                                                   | -1                                                                    |                                                                       |
| 7-6-2008                                                              | Gibuti                                                                | Gibuti                                                                | 0 – 4                                                                 | Egitto                                                                | Qual. Mondiali 2010                                                   | -                                                                     |                                                                       |
| 14-6-2008                                                             | Blantyre                                                              | Malawi                                                                | 1 – 0                                                                 | Egitto                                                                | Qual. Mondiali 2010                                                   | -1                                                                    |                                                                       |
| 22-6-2008                                                             | Il Cairo                                                              | Egitto                                                                | 2 – 0                                                                 | Malawi                                                                | Qual. Mondiali 2010                                                   | -                                                                     |                                                                       |
| 20-8-2008                                                             | Khartum                                                               | Sudan                                                                 | 4 – 0                                                                 | Egitto                                                                | Amichevole                                                            | -1                                                                    | 50’                                                                   |
| 7-9-2008                                                              | Kinshasa                                                              | RD del Congo                                                          | 0 – 1                                                                 | Egitto                                                                | Qual. Mondiali 2010                                                   | -                                                                     | 81’                                                                   |
| 12-10-2008                                                            | Il Cairo                                                              | Egitto                                                                | 4 – 0                                                                 | Gibuti                                                                | Qual. Mondiali 2010                                                   | -                                                                     | 75’                                                                   |
| 19-11-2008                                                            | Il Cairo                                                              | Egitto                                                                | 5 – 1                                                                 | Benin                                                                 | Amichevole                                                            | -                                                                     | 46’                                                                   |
| 11-2-2009                                                             | Il Cairo                                                              | Egitto                                                                | 2 – 2                                                                 | Ghana                                                                 | Amichevole                                                            | -2                                                                    |                                                                       |
| 29-3-2009                                                             | Il Cairo                                                              | Egitto                                                                | 1 – 1                                                                 | Zambia                                                                | Qual. Mondiali 2010                                                   | -1                                                                    |                                                                       |
| 30-5-2009                                                             | Mascate                                                               | Oman                                                                  | 0 – 1                                                                 | Egitto                                                                | Amichevole                                                            | -                                                                     |                                                                       |
| 7-6-2009                                                              | Blida                                                                 | Algeria                                                               | 3 – 1                                                                 | Egitto                                                                | Qual. Mondiali 2010                                                   | -3                                                                    | Cap.                                                                  |
| 15-6-2009                                                             | Bloemfontein                                                          | Brasile                                                               | 4 – 3                                                                 | Egitto                                                                | Conf. Cup 2009 - 1º turno                                             | -4                                                                    |                                                                       |
| 18-6-2009                                                             | Johannesburg                                                          | Egitto                                                                | 1 – 0                                                                 | Italia                                                                | Conf. Cup 2009 - 1º turno                                             | -                                                                     | Cap. 90’                                                              |
| 21-6-2009                                                             | Rustenburg                                                            | Egitto                                                                | 0 – 3                                                                 | Stati Uniti                                                           | Conf. Cup 2009 - 1º turno                                             | -3                                                                    | Cap.                                                                  |
| 5-7-2009                                                              | Il Cairo                                                              | Egitto                                                                | 3 – 0                                                                 | Ruanda                                                                | Qual. Mondiali 2010                                                   | -                                                                     |                                                                       |
| 12-8-2009                                                             | Il Cairo                                                              | Egitto                                                                | 3 – 3                                                                 | Guinea                                                                | Amichevole                                                            | -3                                                                    |                                                                       |
| 5-9-2009                                                              | Kigali                                                                | Ruanda                                                                | 0 – 1                                                                 | Egitto                                                                | Qual. Mondiali 2010                                                   | -                                                                     |                                                                       |
| 2-10-2009                                                             | Il Cairo                                                              | Egitto                                                                | 4 – 0                                                                 | Mauritius                                                             | Amichevole                                                            | -                                                                     | 46’                                                                   |
| 10-10-2009                                                            | Chililabombwe                                                         | Zambia                                                                | 0 – 1                                                                 | Egitto                                                                | Qual. Mondiali 2010                                                   | -                                                                     |                                                                       |
| 5-11-2009                                                             | Assuan                                                                | Egitto                                                                | 5 – 1                                                                 | Tanzania                                                              | Amichevole                                                            | -                                                                     | 46’                                                                   |
| 14-11-2009                                                            | Il Cairo                                                              | Egitto                                                                | 2 – 0                                                                 | Algeria                                                               | Qual. Mondiali 2010                                                   | -                                                                     |                                                                       |
| 18-11-2009                                                            | Omdurman                                                              | Algeria                                                               | 1 – 0                                                                 | Egitto                                                                | Qual. Mondiali 2010                                                   | -1                                                                    |                                                                       |
| 29-12-2009                                                            | Il Cairo                                                              | Egitto                                                                | 1 – 1                                                                 | Malawi                                                                | Amichevole                                                            | -                                                                     | 46’                                                                   |
| 4-1-2010                                                              | Dubai                                                                 | Egitto                                                                | 1 – 0                                                                 | Mali                                                                  | Amichevole                                                            | -                                                                     |                                                                       |
| 12-1-2010                                                             | Benguela                                                              | Egitto                                                                | 3 – 1                                                                 | Nigeria                                                               | Coppa d'Africa 2010 - 1º turno                                        | -1                                                                    |                                                                       |
| 16-1-2010                                                             | Benguela                                                              | Egitto                                                                | 2 – 0                                                                 | Mozambico                                                             | Coppa d'Africa 2010 - 1º turno                                        | -                                                                     |                                                                       |
| 20-1-2010                                                             | Benguela                                                              | Egitto                                                                | 2 – 0                                                                 | Benin                                                                 | Coppa d'Africa 2010 - 1º turno                                        | -                                                                     | 77’                                                                   |
| 25-1-2010                                                             | Benguela                                                              | Egitto                                                                | 3 – 1 dts                                                             | Camerun                                                               | Coppa d'Africa 2010 - Quarti di finale                                | -1                                                                    |                                                                       |
| 28-1-2010                                                             | Benguela                                                              | Algeria                                                               | 0 – 4                                                                 | Egitto                                                                | Coppa d'Africa 2010 - Semifinale                                      | -                                                                     |                                                                       |
| 31-1-2010                                                             | Luanda                                                                | Ghana                                                                 | 0 – 1                                                                 | Egitto                                                                | Coppa d'Africa 2010 - Finale                                          | -                                                                     |                                                                       |
| 3-3-2010                                                              | Londra                                                                | Inghilterra                                                           | 3 – 1                                                                 | Egitto                                                                | Amichevole                                                            | -3                                                                    |                                                                       |
| 11-8-2010                                                             | Il Cairo                                                              | Egitto                                                                | 6 – 3                                                                 | RD del Congo                                                          | Amichevole                                                            | -2                                                                    | 46’                                                                   |
| 5-9-2010                                                              | Il Cairo                                                              | Egitto                                                                | 1 – 1                                                                 | Sierra Leone                                                          | Qual. Coppa d'Africa 2012                                             | -1                                                                    |                                                                       |
| 10-10-2010                                                            | Bangui                                                                | Niger                                                                 | 1 – 0                                                                 | Egitto                                                                | Qual. Coppa d'Africa 2012                                             | -1                                                                    |                                                                       |
| 26-3-2011                                                             | Johannesburg                                                          | Sudafrica                                                             | 1 – 0                                                                 | Egitto                                                                | Qual. Coppa d'Africa 2012                                             | -1                                                                    |                                                                       |
| 5-6-2011                                                              | Il Cairo                                                              | Egitto                                                                | 0 – 0                                                                 | Sudafrica                                                             | Qual. Coppa d'Africa 2012                                             | -                                                                     |                                                                       |
| 27-2-2012                                                             | Doha                                                                  | Egitto                                                                | 5 – 0                                                                 | Kenya                                                                 | Amichevole                                                            | -                                                                     |                                                                       |
| 2-3-2012                                                              | Doha                                                                  | Egitto                                                                | 0 – 0                                                                 | RD del Congo                                                          | Amichevole                                                            | -                                                                     | Cap. 46’                                                              |
| 29-3-2012                                                             | Omdurman                                                              | Egitto                                                                | 2 – 1                                                                 | Uganda                                                                | Amichevole                                                            | -1                                                                    | 40’                                                                   |
| 17-4-2012                                                             | Dubai                                                                 | Iraq                                                                  | 0 – 0                                                                 | Egitto                                                                | Amichevole                                                            | -                                                                     |                                                                       |
| 11-5-2012                                                             | Tripoli                                                               | Libano                                                                | 1 – 4                                                                 | Egitto                                                                | Amichevole                                                            | -1                                                                    |                                                                       |
| 22-5-2012                                                             | Omdurman                                                              | Egitto                                                                | 3 – 0                                                                 | Togo                                                                  | Amichevole                                                            | -                                                                     |                                                                       |
| 1-6-2012                                                              | Alessandria d'Egitto                                                  | Egitto                                                                | 2 – 0                                                                 | Mozambico                                                             | Qual. Mondiali 2014                                                   | -                                                                     |                                                                       |
| 10-6-2012                                                             | Conakry                                                               | Guinea                                                                | 2 – 3                                                                 | Egitto                                                                | Qual. Mondiali 2014                                                   | -2                                                                    | Cap.                                                                  |
| 15-6-2012                                                             | Alessandria d'Egitto                                                  | Egitto                                                                | 2 – 3                                                                 | Rep. Centrafricana                                                    | Qual. Coppa d'Africa 2013                                             | -3                                                                    | Cap.                                                                  |
| 30-6-2012                                                             | Bangui                                                                | Rep. Centrafricana                                                    | 1 – 1                                                                 | Egitto                                                                | Qual. Coppa d'Africa 2013                                             | -1                                                                    | Cap.                                                                  |
| 15-8-2012                                                             | Salalah                                                               | Oman                                                                  | 1 – 1                                                                 | Egitto                                                                | Amichevole                                                            | -1                                                                    | Cap.                                                                  |
| 16-10-2012                                                            | Abu Dhabi                                                             | Egitto                                                                | 0 – 1                                                                 | Tunisia                                                               | Amichevole                                                            | -1                                                                    | Cap.                                                                  |
| 28-12-2012                                                            | Doha                                                                  | Qatar                                                                 | 0 – 2                                                                 | Egitto                                                                | Amichevole                                                            | -                                                                     |                                                                       |
| 14-1-2013                                                             | Abu Dhabi                                                             | Costa d'Avorio                                                        | 4 – 2                                                                 | Egitto                                                                | Amichevole                                                            | -4                                                                    |                                                                       |
| 5-3-2014                                                              | Innsbruck                                                             | Bosnia ed Erzegovina                                                  | 0 – 2                                                                 | Egitto                                                                | Amichevole                                                            | -                                                                     | 46’                                                                   |
| 30-5-2014                                                             | Santiago del Cile                                                     | Cile                                                                  | 3 – 2                                                                 | Egitto                                                                | Amichevole                                                            | -2                                                                    | 46’                                                                   |
| 30-8-2014                                                             | Aswan                                                                 | Egitto                                                                | 1 – 0                                                                 | Kenya                                                                 | Amichevole                                                            | -                                                                     | 46’                                                                   |
| 19-11-2014                                                            | Monastir                                                              | Tunisia                                                               | 2 – 1                                                                 | Egitto                                                                | Qual. Coppa d'Africa 2015                                             | -2                                                                    | Cap.                                                                  |
| 4-6-2016                                                              | Dar es Salaam                                                         | Tanzania                                                              | 0 – 2                                                                 | Egitto                                                                | Qual. Coppa d'Africa 2017                                             | -                                                                     | Cap.                                                                  |
| 30-8-2016                                                             | Alessandria d'Egitto                                                  | Egitto                                                                | 1 – 1                                                                 | Guinea                                                                | Amichevole                                                            | -1                                                                    | Cap.                                                                  |
| 9-10-2016                                                             | Brazzaville                                                           | Rep. del Congo                                                        | 1 – 2                                                                 | Egitto                                                                | Qual. Mondiali 2018                                                   | -1                                                                    | Cap.                                                                  |
| 13-11-2016                                                            | Alessandria d'Egitto                                                  | Egitto                                                                | 2 – 0                                                                 | Ghana                                                                 | Qual. Mondiali 2018                                                   | -                                                                     | Cap.                                                                  |
| 17-1-2017                                                             | Port-Gentil                                                           | Mali                                                                  | 0 – 0                                                                 | Egitto                                                                | Coppa d'Africa 2017 - 1º turno                                        | -                                                                     | 25’                                                                   |
| 21-1-2017                                                             | Port-Gentil                                                           | Egitto                                                                | 1 – 0                                                                 | Uganda                                                                | Coppa d'Africa 2017 - 1º turno                                        | -                                                                     | Cap.                                                                  |
| 25-1-2017                                                             | Port-Gentil                                                           | Egitto                                                                | 1 – 0                                                                 | Ghana                                                                 | Coppa d'Africa 2017 - 1º turno                                        | -                                                                     | Cap.                                                                  |
| 29-1-2017                                                             | Port-Gentil                                                           | Egitto                                                                | 1 – 0                                                                 | Marocco                                                               | Coppa d'Africa 2017 - Quarti di finale                                | -                                                                     | Cap.                                                                  |
| 1-2-2017                                                              | Libreville                                                            | Burkina Faso                                                          | 1 – 1 dts (3 – 4 dtr)                                                 | Egitto                                                                | Coppa d'Africa 2017 - Semifinale                                      | -1                                                                    | Cap.                                                                  |
| 5-2-2017                                                              | Libreville                                                            | Egitto                                                                | 1 – 2                                                                 | Camerun                                                               | Coppa d'Africa 2017 - Finale                                          | -2                                                                    | Cap.                                                                  |
| 31-8-2017                                                             | Kampala                                                               | Uganda                                                                | 1 – 0                                                                 | Egitto                                                                | Qual. Mondiali 2018                                                   | -1                                                                    | Cap.                                                                  |
| 5-9-2017                                                              | Alessandria d'Egitto                                                  | Egitto                                                                | 1 – 0                                                                 | Uganda                                                                | Qual. Mondiali 2018                                                   | -                                                                     | Cap.                                                                  |
| 8-10-2017                                                             | Alessandria d'Egitto                                                  | Egitto                                                                | 2 – 1                                                                 | Rep. del Congo                                                        | Qual. Mondiali 2018                                                   | -1                                                                    | Cap.                                                                  |
| 1-6-2018                                                              | Bergamo                                                               | Egitto                                                                | 0 – 0                                                                 | Colombia                                                              | Amichevole                                                            | -                                                                     | 46’                                                                   |
| 6-6-2018                                                              | Bruxelles                                                             | Belgio                                                                | 3 – 0                                                                 | Egitto                                                                | Amichevole                                                            | -2                                                                    | Cap. 46’                                                              |
| 25-6-2018                                                             | Volgograd                                                             | Arabia Saudita                                                        | 2 – 1                                                                 | Egitto                                                                | Mondiali 2018 - 1º turno                                              | -2                                                                    | Cap.                                                                  |
| Totale                                                                |                                                                       | Presenze (3º posto)                                                   | 159                                                                   |                                                                       | Reti                                                                  | -141                                                                  |                                                                       |

### Record

#### Con la nazionale egiziana
- Calciatore più longevo (44 anni, 21 giorni) ad aver disputato un incontro in Coppa d'Africa.
- Portiere con la più lunga striscia di imbattibilità nella storia della Coppa d'Africa (675').[51]
- Unico calciatore, insieme con Ahmed Hassan, ad aver vinto quattro volte la Coppa d'Africa, di cui tre consecutive.
- Calciatore più longevo (45 anni, 161 giorni) ad aver disputato un incontro in Coppa del mondo.[12]
- Unico estremo difensore africano ad aver respinto un calcio di rigore in un incontro di Coppa del mondo.[59]

## Palmarès

### Club

#### Competizioni nazionali
- Campionato egiziano: 7

Al-Ahly: 1996-1997, 1997-1998, 1998-1999, 1999-2000, 2004-2005, 2005-2006, 2006-2007
- Coppa d'Egitto: 4

Al-Ahly: 2001, 2003, 2006, 2007
- Supercoppa d'Egitto: 4

Al-Ahly: 2003, 2005, 2006, 2007
- Coppa Svizzera: 1

Sion: 2008-2009
- Sudan Premier League: 2

Al-Merrikh: 2011, 2013
- Sudan Cup: 2

Al-Merrikh: 2012, 2013

#### Competizioni internazionali
- Champions League araba: 1

Al-Ahly: 1996
- Supercoppa araba: 2

Al-Ahly: 1997, 1998
- CAF Champions League: 3

Al-Ahly: 2001, 2005, 2006
- Supercoppa CAF: 3

Al-Ahly: 2002, 2006, 2007

### Nazionale
- Coppa d'Africa: 4  (record condiviso con Ahmed Hassan)

Burkina Faso 1998, Egitto 2006, Ghana 2008, Angola 2010

### Individuale
- Miglior squadra della CAF Champions League: 3

2001, 2005, 2006
- Miglior squadra della Coppa d'Africa: 4

2006, 2008, 2010, 2017
- Egyptian Premier League Team of the Year: 2[60][61]

2014-2015, 2015-2016